# خوان دي لا روزا
خوان دي لا روزا (بالإسبانية: Juan de la Rosa)‏ مواليد 7 أغسطس 1986 في ولاية تاماوليباس، هو ملاكم مكسيكي يصنف ضمن فئة الوزن المتوسط.

## إحصائيات
خاض خلال مسيرته 25 نزالا، فاز في 21 وتعادل في 1 وخسر في 3. فاز بالضربة القاضية في 16 نزالا.

## روابط خارجية
- خوان دي لا روزا على موقع IMDb (الإنجليزية)
- خوان دي لا روزا على موقع قاعدة بيانات الفيلم (الإنجليزية)
- خوان دي لا روزا على موقع بوكس ريك (الإنجليزية) (registration required)